# つくば科学万博の交通
つくば科学万博の交通（つくばかがくばんぱくのこうつう）は、1985年（昭和60年）3月17日から9月16日まで茨城県筑波郡谷田部町（現：つくば市）で開催された国際科学技術博覧会（通称：つくば科学万博）の交通機関について解説する。

## 会場アクセス
鉄道と道路のインフラが同時整備された。鉄道のメインルートは、万博開催期間限定で日本国有鉄道（国鉄）常磐線に設置された仮設臨時駅の万博中央駅で乗降し、2両連節バス「スーパーシャトル」に乗って万博会場北ゲートまで往復できた。また、常磐線土浦駅と常磐線牛久駅から会場間を往復する在来型シャトルバスが用意された。このほかに、国鉄東北本線古河駅から会場まで往復する国鉄バスも用意されていた。
いっぽう道路では、常磐自動車道をメインルートに、東京方面からは谷田部インターチェンジを降りてサイエンス大通りを使うか、谷田部仮出口を降りて国道408号（牛久学園通り）を経て会場へと向かうルートと、水戸方面からは桜土浦インターチェンジを降りて、学園東大通りとエキスポ大通りを経て会場へと向かうルートが、それぞれひと目でわかるように設置された案内標識により案内された。団体バスは会場内駐車場を利用することができ、自家用車利用者は場外東駐車場に駐車して、東駐車場から会場までは「動く歩道」で移動できた。
開催期間中の会場周辺およびアクセス路となる一般幹線道路や各交差点では、シャトルバスが時間に正確な運行ができるように、交通渋滞回避ための大規模な交通規制が敷かれた。

### 万博中央駅
国鉄常磐線牛久駅 - 荒川沖駅間（牛久駅から4.0キロ、荒川沖駅から2.6キロ地点、現：ひたち野うしく駅）に開催直前の3月14日から閉幕日の9月16日まで臨時駅として万博中央駅（ばんぱくちゅうおうえき、英: BAMPAKU-CHŪŌ STATION）を設置した。万博客を迎える鉄道の表玄関となるため、1日最大20万人の乗降者に対応できるよう設計され、この当時の名古屋駅、京都駅にも匹敵する規模があった。西口は、シャトルバスが発着する6本のバースと白や黄色の巨大テントが張られた待合広場があり、東口は、連接バス「スーパーシャトル」100台の待機場が併設された。営業する国鉄は、マスコットマークや天井パネル、BGMでパビリオンさながらのムード作りをしたり、記念乗車券の発売を行ったりした。
- ホームは長さ310 mの相対式2面[2]。
- 跨線橋2基、出改札口を設置[2]。
- 構内には旅行センター国鉄直営売店を設置。
- 停車は7時30分 - 22時40分頃に発着する普通列車と後述の臨時快速列車「エキスポライナー」に限られ、特急列車はすべて通過。

万博閉幕後に取り壊される前提で建設され、1982年（昭和57年）7月から約2年8か月をかけて完成し、1985年（昭和60年）3月8日に関係者を集めた完成記念式典が行われた。地元民は閉幕後も「万博中央駅」の恒久的存続を請願したものの、国鉄は設備が仮のものであるといった理由などで却下したため、この地に同駅が存在した証として牛久方の上下線間連絡用跨線橋を残すことを承諾させ、さらに「飛翔」と題された記念碑を設置した。
臨時駅が開設・廃止されてから13年経った1998年（平成10年）3月14日、同駅設置場所を新たにひたち野うしく駅として開設。これに伴い万博中央駅営業当時からの跨線橋は撤去され、碑は牛久市役所で保管後、ひたち野西公園（現在のひたち野みずべ公園）へ移設されたが、2009年（平成21年）にひたち野うしく駅西口へ再移設された。駅舎正面にあった駅名看板は2017年時点で牛久市役所の倉庫に非公開で保管されていることが判明した。

#### エキスポライナー号
上野駅・我孫子駅・取手駅・大宮駅 - 万博中央駅・土浦駅間に、下り7時 - 16時台・上り12時 - 22時台に臨時快速列車「エキスポライナー」が設定された。
運転区間の途中となる取手駅 - 藤代駅間に直流電化と交流電化の接点であるデッドセクションが存在するため、同列車に使用できる電車はさほど数の多くない交直流電車に限定された。
停車駅（上野駅・我孫子駅・取手駅発着列車）
上野駅 - （日暮里駅） - （北千住駅） - （松戸駅） - （柏駅） - 我孫子駅 - 取手駅 - 万博中央駅 - 土浦駅
- （ ）は一部の上野駅発着列車は通過。

停車駅（大宮駅発着列車）
大宮駅 - 我孫子駅 - （取手駅） - 万博中央駅
- （ ）は大宮行きは通過。

- 開催直前の1985年3月のダイヤ改正で、急行列車・寝台列車の削減[注釈 5]による余剰捻出車も多数投入した。
  - 原則としてすべての列車に博覧会のキャラクターである「コスモ星丸」を描いたヘッドマークが掲出された。
  - 20系客車・583系電車[注釈 6]に見られる寝台車の座席車扱いやキハ58系気動車による列車も存在した。またグリーン車は料金を徴収しない普通車開放扱いとなった。
  - 寝台車については、座席になっている寝台の組み立てを行うことが横行し、車内アナウンスで「寝台を組み立てないでください」と再三の注意喚起が行われた。
- 20系や12系などの客車の牽引に対しては、EF81形の増備で余剰となったEF80形が充てられた。EF80形は万博終了後に用途廃止となり翌年までに廃車となった。
- 限られた交直流電車を有効活用[注釈 7]するため、一部の列車は我孫子駅・取手駅のいずれかで折り返して上野・大手町方面の定期列車（快速・各駅停車）と「エキスポライナー」を接続させた。

元々需要に反して列車本数が少なかった取手駅 - 土浦駅間の利用客にとってエキスポライナーの運転は日常の需要に応える結果となり、利用率が良かった列車については博覧会終了後も毎日運転の予定臨時列車を経て定期列車化された。

#### エキスポドリーム号
万博会場付近は宿泊施設が不足していたため、6月1日から9月15日にかけ「エキスポライナー」で運用されていた寝台車の583系電車・20系客車を土浦駅で列車ホテルとし、翌朝、万博中央駅まで運転する「エキスポドリーム」を設定した。
- 同年8月の事例では、583系・20系共に土浦駅で21時37分 - 47分に客扱いを行い、その後留置線で翌朝まで待機。翌朝7時43分 - 7時53分に再び土浦駅で再度客扱いを行った後に万博中央駅に8時3分到着というダイヤであった。
- 寝台券は日本の駅・旅行会社で土浦駅 - 万博会場駅間に有効な乗車券を持っている者に対してのみ販売されたが、均一3,000円とされた。
  - 当時のB寝台料金は20系客車上中下段・583系電車の上中段が5,000円、583系電車下段が6,000円。
- 20系客車による列車は、土浦駅での入替による機回し省略の観点から、廃車が近いEF80形を両端に連結したプッシュプル運行とした。

#### 割引乗車券やサービス
科学万博往復割引きっぷ
東北から九州にかけての全国各駅より、牛久駅・万博中央駅・土浦駅のいずれかの区間までの往復特別企画乗車券。
発駅により運賃のみのものから、新幹線・特急列車の特急料金や寝台列車の寝台料金を含んだものまで様々な種類が存在。
科学万博キャリーサービス
駅に常駐している宅配業者に荷物を預けて宿まで運んでもらうか、逆に宿から駅まで荷物を送り、万博会場は荷物を持たずに見物できるようにしたシステムで東京駅・上野駅・土浦駅で取扱。

### スーパーシャトルバス

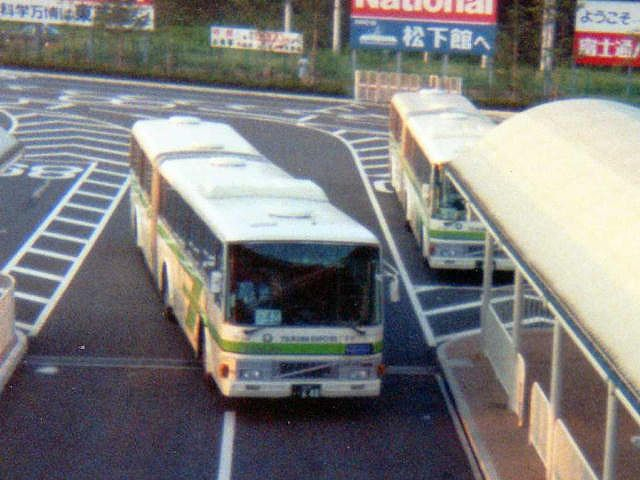
スーパーシャトルバス

万博中央駅から13キロメートル離れた会場までを結ぶアクセスバスとして、スウェーデン・ボルボ製B10M（ボディは富士重工業製）の連節バスを使用して運行。会場への所要時間は約20分。全長17.99メートル。
乗車定員は162人（座席53人・立席108人・運転手1人）。料金は大人600円、小人300円で、支払いは会場の北ゲート入り口で行われた。運転手が後車室内の乗客の状況や車外後方の安全を確認するためのモニターテレビを有しており、バスの発着管理を効率よくさばくために、コンピュータを利用した運行管理システムを利用した。GPSの利用が軍事利用に限られていた当時としては画期的なバスロケーションシステムだった。
運行請負事業者（計31社、いずれも開催当時の社名）と担当車両数（計100台）を以下に示す。このルートに関しては地域外の事業者が担い、関東鉄道など地元業者の担当はなかった。
| - 常磐交通自動車 - 15台 - 東武グループ - 東武鉄道 - 5台 - 阪東自動車 - 2台 - キング観光バス - 1台 - 小田急グループ - 神奈川中央交通 - 5台 - 箱根登山鉄道 - 2台 - 東京急行電鉄 - 5台 - 国際興業 - 5台 - 西武バス - 5台 - 京浜急行電鉄 - 5台 | - 京成グループ - 京成電鉄 - 4台 - 千葉交通 - 4台 - 千葉中央バス - 2台 - 小湊鉄道 - 2台 - 成田観光自動車 - 2台 - 東都観光バス - 4台 - 冨士自動車 - 4台 - 帝産観光バス - 3台 - 東京ヤサカ観光バス - 3台 - 日本交通 - 2台 - 東京近鉄観光バス - 2台 | - ニュー東京観光バス - 2台 - 国際自動車（ケイエム観光） - 2台 - 藤田観光自動車 - 2台 - はとバス - 2台 - 東日本観光バス - 2台 - イースタン観光バス - 2台 - 日の丸観光自動車興業 - 2台 - 日東交通 - 2台 - 読売観光 - 1台 - 鏡浦自動車 - 1台 |

閉幕後の去就は以下のとおり。
- オーストラリアへ輸出…80台
- 富士重工業伊勢崎製作所（現：桐生工業伊勢崎工場）で保存…1台

その後部品供出の為に欠品がかなり目立つようになり、2000年頃に解体。
- 東京空港交通へ譲渡…19台

運行路線が限定されている連接バスのため運用上のデメリットが多く、のちに運行を廃止。成田空港ランプバスに転用。
- 1999年に3台が旭川電気軌道に移籍（2004年廃車）。
- 1993年廃車の3台（750, 751, 752）について、750は埼玉県の中古車販売店に留置されたのち、2008年、バス愛好家団体「アキバエクスプレス」が動態保存用に1台購入。751, 752は倉庫代わりとして売却後、751は2011年に同団体が部品取り動態保存用に購入。750, 751とも動態車である。倉庫として残っている752も現存している。

### その他のバス
万博中央駅以外にも周辺駅から連絡バスが会場まで運行されていた。こちらは日頃から地元・県南県西地域で乗合バスを運行している各事業者が輸送を担当し、各社とも新車を投入した。国鉄（土浦自動車営業所）・関東鉄道（谷田部営業所→現在のつくば中央営業所・土浦営業所）・茨城観光自動車（下高津営業所・竜ヶ崎営業所）・大利根交通自動車・東武鉄道（境営業所）の各社である。
- 土浦駅

3 - 10分間隔・所要約30分
- 牛久駅

30 - 60分間隔・所要約30分
- 関東鉄道常総線 水海道駅

10 - 40分間隔（多客期3 - 7分間隔）・所要約30分
- 古河駅

座席定員制「エキスポ号」を1日4往復・所要1時間20分

#### サブ会場エキスポセンターとの連絡バス
- つくばセンターバスターミナル

開催3日前（3月14日）に開設を間に合わせたバスターミナル。新治郡桜村吾妻1丁目（現：つくば市吾妻1丁目）のつくばセンタービル前に所在。この地は万博開催前後に学園都市の中心地として成立した。当時はまだつくば駅がなく、高速バスも運行されていなかった。
3 - 10分間隔・所要約10分

### オフィシャル・エアライン

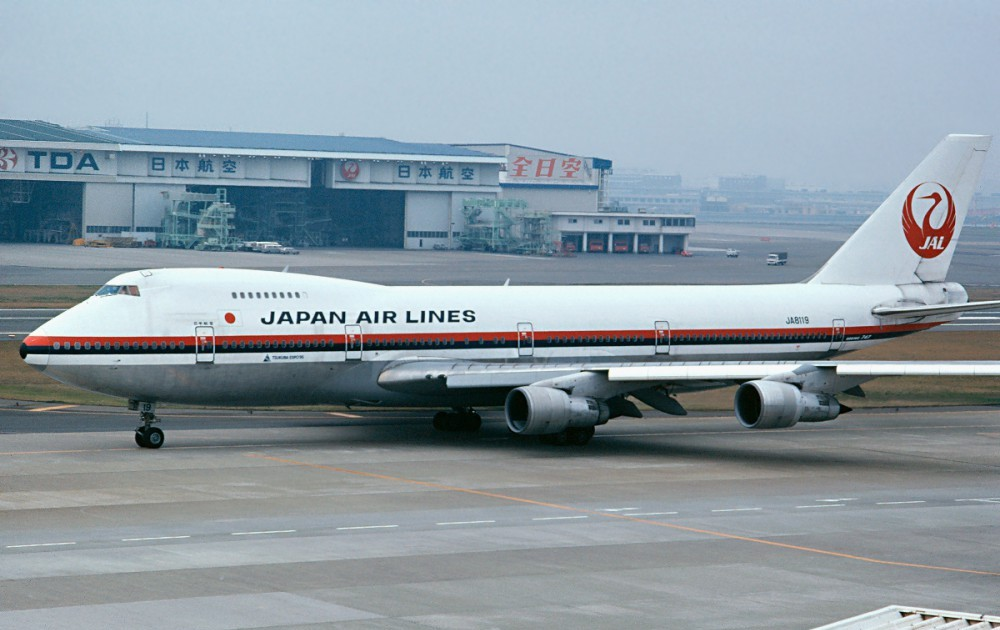
JA8119 B747-SR46
万博ロゴマーク
（日本航空123便墜落事故当該機）

日本航空が「オフィシャル・エアライン」となり、ほぼすべての機材に万博のロゴマークを入れて運行したほか、多くのパッケージツアーを主催した。一方で、開催期間中の8月12日に羽田発伊丹行123便の墜落事故が発生。事故の犠牲者の中には、万博帰りの観光客も多数いた。

### ヘリコプター
東亜国内航空・朝日航洋・新日本国内航空により、東京国際空港・東京ヘリポート・新東京国際空港（現：成田国際空港）などから万博会場へヘリコプター便が運行されていた。飛行時間は30分以内で料金は13,800 - 19,580円。会場のヘリポートからは西口ゲートまでバスで送迎された。バスの乗車時間は約8分。つくばヘリポートは未開業。

## 会場内交通機関

### HSST
HSST方式磁気浮上式鉄道。当博覧会期間中は試験車両のHSST-03を使用してデモ運行を行った。HSSTは、2005年開催の愛知万博に先立って開通したリニモで実用化された。
- 駅舎はDブロックにあり、軌道のほとんどはAブロックにあった。直線の約350メートルのコースを約4分で1往復し、最高時速は30キロだった[11]。
- 運賃は4歳以上12歳未満で300円。12歳以上は500円[12]。
- 全長13.8メートル。幅2.95メートル。高さ3メートル。重量約12トン。47人乗り[11]。車体はアルミニウム合金と床材に炭素繊維強化の表皮材を用いたハニカムサンドイッチ材。
- 閉幕後は翌年のバンクーバー国際交通博覧会に出展。その後は、岡崎葵博で展示・走行のあとに動態保存されたが、現在では愛知県岡崎市の南公園で展示されている。

### ビスタライナー
Cブロック北ゲート - Dブロックエキスポプラザの間を連絡するコンピュータ制御のミニモノレール。4人乗り観覧車に似たかご形車両17両連結で4編成が泉陽興業で製造された。
- スポンサーロゴが2両目の機械室下と各車両の乗降扉に記され、白い車体の下には単色の帯を纏った。

スポンサーとなった企業は（カッコ内は帯の色）、キリンビール（オレンジ・2編成）・森永製菓（黄色）・日清食品（水色）の3社。
- 運賃は大人500円、子供300円[12]。
- 終了後、2編成が緑色の帯に塗り替えられ、1970年に大阪府で開催された日本万国博覧会の跡地である万博記念公園内「エキスポランド」へ移設された[注釈 12]。

### スカイライド
Dブロック内で使用されたロープウェイ。終了後、東武動物公園に移設され2003年まで使用。運賃は大人500円、子供300円。

### ポレポレバス
トヨタ自動車製マイクロバス「コースター」をベースにした会場内巡回バス。
- 「ポレポレ」とは、スワヒリ語で「ゆっくり」という意味。
- 運賃は大人200円、子供100円。身障者や高齢者への利用サービスを考えて、唯一、会場内の他の乗物よりも安く抑えて設定された[12]。
- 通常会場内は自動車の走行がないため、注意を促す意味から童謡「かっこう」のメロディーを流して走行した。
- ワンマン運転のため、乗務員が停留所での運賃収受や車椅子の乗降補助を容易にする観点から左ハンドルを採用した。
- 8台中4台は、車椅子乗降リフト付き車両でフロント部分を除き窓ガラスがなかったため、雨天・荒天時は運休するケースもあった。